# مارتين ماركوليتا
مارتين ماركوليتا باربيريا (بالإسبانية: Martín Marculeta)‏ (24 سبتمبر 1907 – 19 نوفمبر 1984) لاعب كرة قدم إسباني راحل كان يجيد اللعب في خط الوسط .
لعب طوال مسيرته الرياضية في أندية ريال سوسيداد (1924-1934) أتلتيكو مدريد (1934-1936).
مثل منتخب إسبانيا في 15 مباراة مسجلا هدف واحد (1928-1935). شارك مع منتخب إسبانيا في بطولة كأس العالم 1934 في إيطاليا حيث خرج من الدور الربع النهائي.
تولى تدريب أندية ريال سبورتنغ خيخون (1942-1943).

## وصلات خارجية
- مارتين ماركوليتا على موقع قاعدة بيانات كرة القدم.إي يو (الإنجليزية)
- مارتين ماركوليتا على موقع ناشيونال فوتبول تيمز (الإنجليزية)
- مارتين ماركوليتا على موقع أوليمبيديا (الإنجليزية)

- سيرة ذاتية